# سكين اد دولا

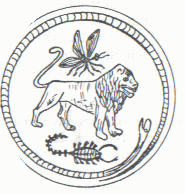
الاسكندولا

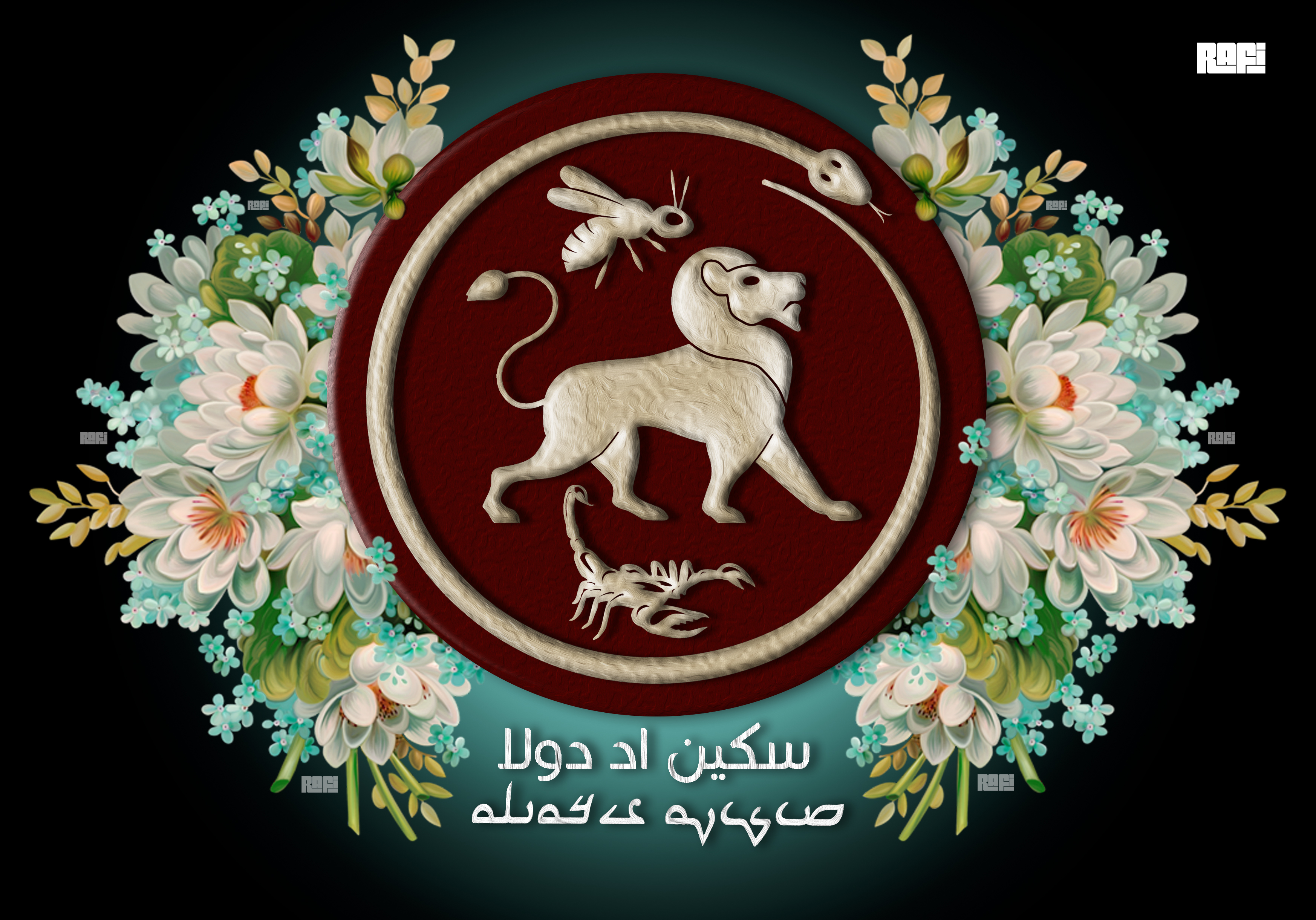
تصوير فني منمق للاسكاندولا

السكندولا (تعني حرفيًا "مسكن الشر") هو ختم طلسماني طقسي يستخدمه المندائيون للحماية من الشر.  :37

## وصف
والسندولا عبارة عن حلقة حديدية بها سلسلة متصلة بسكين حديدية. يتم استخدامه كختم تعويذة مقدس. يتم استخدامه لختم القبور وكذلك الأطفال حديثي الولادة على سراتهم. خلال مراسم الزفاف ، يقوم الكاهن بإعطاء السندولا للعريس. توجد صور محفورة للحيوانات التالية: 
- الأسد يمثل كرون
- العقرب يمثل الحاج
- الثعبان أو الثعبان الأسود يمثل أور
- دبور أو دبور

يلاحظ ES Drower أوجه التشابه مع النقوش الميثراسية واليزيدية والرموز الفنية الإيرانية وغيرها. أخبر كاهن مندائي دراور أن السكندولا أحضرها في الأصل هيبيل زيوة من عالم الظلام بينما كان يأخذ روها معه (سرد موجود في الكتاب الخامس، الفصل الأول من غينزا اليمنى  ). 

## أنظر أيضا
- تعويذة
- همسة